# NWA Australian Heavyweight Championship
L'NWA Australian Heavyweight Championship è stato un titolo di wrestling promosso dalla NWA Pro Australia e dalla All Action Wrestling (AAW), un territorio della National Wrestling Alliance (NWA) attivo in Australia.
Il titolo è stato attivo a partire dal 2007, anno in cui fu incoronato il primo campione, fino al 2016, quando la AAW cessò la collaborazione con la NWA.

## Albo d'oro
| Legenda  |                                                                               |
| -------- | ----------------------------------------------------------------------------- |
| #        | Indica il numero del regno titolato                                           |
| Regno    | Viene indicato il numero del regno del campione                               |
| Data     | La data in cui il titolo è stato vinto                                        |
| Località | Indica il luogo in cui il titolo è stato vinto                                |
| Note     | Indica notizie particolari riguardanti i cambi di titolo o altre informazioni |

| #  | Campione          | Regno | Data              | Giorni | Località                        | Evento     | Note | Fonti |
| -- | ----------------- | ----- | ----------------- | ------ | ------------------------------- | ---------- | --- | ----- |
| 1  | Mikey Nicholls    | 1     | 23 novembre 2007  |        | Perth, Australia Occidentale    | House show | La NWA Pro Australia iniziò a promuovere il titolo con il nome di NWA Australian National Heavyweight Championship, vinto da Nicholls in un torneo sconfiggendo in finale Bobby Marshall.                                                              |       |
| 2  | Hartley Jackson   | 1     | 5 aprile 2008     |        | Perth, Australia Occidentale    | House show | |       |
| 3  | Jayson Cooper     | 1     | 14 novembre 2008  |        | Perth, Australia Occidentale    | House show | In un 3-way match in cui era coinvolto anche Bruce Mills. |       |
| 4  | Robby Heart       | 1     | 20 marzo 2010     |        | Adelaide, Australia Meridionale | House show | In un 3-way match in cui era coinvolto anche Damian Slater. |       |
| 5  | Hartley Jackson   | 2     | 27 novembre 2010  |        | Adelaide, Australia Meridionale | House Show | |       |
| 6  | Robby Heart       | 2     | 25 giugno 2011    | --     | Adelaide, Australia Meridionale | House Show | |       |
| —  | Vacante           | —     | aprile 2012       | —      | —                               | —          | Il titolo fu reso vacante quando la NWA Pro Australia cessò l'affiliazione con la NWA. |       |
| 7  | Wayne Mattei      | 1     | 15 settembre 2012 | --     | Melbourne, Victoria             | House Show | In uno spareggio per riassegnare il titolo rinominato in NWA Australian Heavyweight Title, sconfiggendo Daniel Swagger. |       |
| —  | Disattivato       | —     | ottobre 2012      | —      | —                               | —          | La NWA smise di riconoscere Mattei e dichiarò il titolo vacante, disattivandolo temporaneamente |       |
| 8  | Chris Target      | 1     | 17 dicembre 2013  |        | --                              | --         | Il titolo fu assegnato d'ufficio a Target in quanto detentore dell'AAW Australian Championship quando la AAW iniziò la collaborazione con la NWA e disattivò il titolo precedente.                                                                     |       |
| 9  | Wayne Mattei      | 2     | 22 marzo 2014     |        | Perth, Australia Occidentale    | House Show | |       |
| 10 | Chris Target      | 2     | 23 maggio 2014    |        | Queensland                      | House Show | |       |
| 11 | Jeremiah Plunkett | 1     | 11 giugno 2014    |        | Columbia, Tennessee             | House Show | |       |
| 12 | Killah            | 1     | 1 novembre 2014   |        | Perth, Australia Occidentale    | House Show | |       |
| 13 | Chris Target      | 3     | 17 maggio 2015    |        | Perth, Australia Occidentale    | House Show | Il 27 giugno 2015 Target vinse anche l'AAW Championship contro Craven, iniziando a difendere i titoli separatamente. |       |
| 14 | The Shark         | 1     | 27 febbraio 2016  |        | Perth, Australia Occidentale    | House Show | In un incontro in cui era in palio solo l'NWA Australian Heavyweight Championship. |       |
| 15 | James Grace       | 1     | 23 luglio 2016    |        | Perth, Australia Occidentale    | House Show | |       |
| 16 | The Shark         | 2     | 24 settembre 2016 | --     | Perth, Australia Occidentale    | House Show | |       |
| —  | Disattivato       | —     | ottobre 2016      | —      | —                               | —          | La NWA disattivò il titolo al termine dell'affiliazione della AAW, che continuò a riconoscere The Shark come detentore del riattivato AAW Australian Championship, del quale furono riconosciuti campioni anche i precedenti detentori del titolo NWA. |       |